# Pont de la badia de San Francisco-Oakland
El pont de la badia de San Francisco-Oakland, conegut localment com el pont de la badia, és un complex de ponts que abasta la badia de San Francisco a Califòrnia. Com a part de l'Interstate 80 i la carretera directa entre San Francisco i Oakland, transporta uns 260.000 vehicles al dia a les seves dues cobertes. Té un dels trams més llargs dels Estats Units.
El pont de peatge es va concebre ja en els dies de la febre de l'or de Califòrnia, però la construcció no va començar fins al 1933. Dissenyat per Charles Henry Purcell, i construït per American Bridge Company, es va inaugurar el dijous 12 de novembre, 1936, sis mesos abans del pont Golden Gate. Originalment transportava trànsit d'automòbils a la seva coberta superior, amb camions, cotxes, autobusos i trens de rodalies a la part inferior, però després que el Key System abandonés el servei ferroviari, la coberta inferior també es va convertir en trànsit per carretera. El 1986, el pont va ser dedicat extraoficialment a James Rolph.

## Característiques
El pont té dos trams de longitud aproximadament igual; la secció occidental més antiga, coneguda oficialment com el pont Willie L. Brown Jr. (després de l'antic alcalde de San Francisco i president de l'Assemblea de l'estat de Califòrnia Brown Jr.), connecta el centre de San Francisco amb l'illa Yerba Buena, i la nova secció oriental sense nom. connecta l'illa amb Oakland. La secció oest és un pont penjant doble amb dues cobertes, el trànsit en direcció oest es duu a terme a la coberta superior mentre que en direcció est es fa a la inferior. El tram més gran de la secció oriental original era un pont en voladís. Durant el terratrèmol de Loma Prieta de 1989, una part de la coberta superior de la secció est es va esfondrar sobre la coberta inferior i el pont va estar tancat durant un mes. La reconstrucció del tram est del pont com a calçada connectada a un pont penjant autoancorat va començar l'any 2002; la nova secció oriental es va inaugurar el 2 de setembre de 2013, amb un cost reportat de més de 6.500 milions de dòlars; l'estimació original de 250 milions de dòlars era per a una modificació sísmica del tram existent. A diferència de la secció occidental i la secció oriental original del pont, la nova secció oriental és una sola coberta que porta tots els carrils en direcció est i oest, el que el converteix en el pont més ample del món, segons Guinness World Records, a partir de 2014. La demolició de l'antic tram est es va completar el 8 de setembre de 2018.

## Concepció
Els ponts originals van ser dissenyats per Ralph Modjeski. El Pont de la Badia es va obrir al trànsit el 12 de novembre de 1936, sis mesos abans de l'obertura del cèlebre pont de la mateixa ciutat (Golden Gate). El lloc de peatge a Oakland (destinat al trànsit en direcció Oest) segueix un conjunt de senyals lluminosos per regular el trànsit. Dos carrils dedicats exclusivament als autobusos no han de passar pel peatge ni seguir els semàfors. No hi ha cap senyal lluminós regulador del trànsit en direcció Est. Tot i això, el nombre de carrils en direcció a San Francisco està estructuralment limitat, per la qual cosa s'han creat proteccions per a les hores punta en aquesta direcció.
El pont és limitat al trànsit d'automòbils. No està autoritzat el pas de vianants, ciclistes o altres mitjans de transport, si bé, els ciclistes poden travessar el pont als camions de la companyia CalTrans.
L'octubre del 2009 un enginyer va descobrir una fallada en una de les estructures metàl·liques del pont, per la qual cosa es va inserir una peça metàl·lica per alleujar la tensió. Aquesta solució no va ser duradora, per la qual cosa es va inserir una segona peça a l'octubre del 2009.

## Història
San Francisco, a l'entrada de la badia, estava perfectament situat per prosperar durant la febre de l'or de Califòrnia. Gairebé totes les mercaderies no produïdes localment arribaven per vaixell. Però després que el primer ferrocarril transcontinental es completés el maig de 1869, San Francisco es trobava al costat equivocat de la badia, separat del nou enllaç ferroviari. La por de molts sant franciscans era que la ciutat perdés la seva posició com a centre regional del comerç. El concepte d'un pont que travessés la badia de San Francisco s'havia plantejat des dels dies de la febre de l'or. Diversos articles de diaris durant la dècada de 1870 van discutir la idea. A principis de 1872, un "Comitè del pont de la badia" estava treballant dur en els plans per construir un pont de ferrocarril. El número d'abril de 1872 de la San Francisco Real Estate Circular contenia un punt sobre el comitè:
El Comitè de Bay Bridge recentment va presentar el seu informe a la Junta de Supervisors, en el qual es recomanava un compromís amb el Pacífic Central; també el pont de la badia a Ravenswood i la concessió d'instal·lacions ferroviàries a Mission Bay i al front marítim. Wm. C. Ralston, l'exalcalde Selby i James Otis formaven en aquest comitè. Un diari intenta donar compte dels consells d'aquests senyors a la ciutat insinuant que tenien por de la companyia del ferrocarril i, per tant, van fer les seves recomanacions segons els seus interessos. 
L'autoproclamat emperador Norton va considerar oportú decretar tres vegades el 1872 que es construís un pont penjant per connectar Oakland amb San Francisco. En el tercer d'aquests decrets, el setembre de 1872, Norton, frustrat perquè no hagués passat res, va proclamar:
CONSIDERANT que, vam emetre el nostre decret ordenant als ciutadans de San Francisco i Oakland que s'apropin fons per a l'estudi d'un pont penjant des d'Oakland Point a través de l'illa Goat; també per a un túnel; i esbrinar quin és el millor projecte; e considerant que los dits ciutadans s'han descuidat fins ara de notar nostre dit decret; i si bé estem decidits a respectar plenament la nostra autoritat; ara, per tant, ordenem la detenció per part de l'exèrcit d'ambdues Juntes de Pares de Ciutat si persisteixen en descuidar els nostres decrets. Donat sota la nostra mà i segell reial a San Francisco, aquest 17 de setembre de 1872. 
Esbós de la proposta de "Rush San Francisco Trans-Bay Suspension Bridge" (1913)
A diferència de la majoria de les idees excèntriques de l'emperador Norton, el seu decret per construir un pont va tenir un gran atractiu públic i polític. No obstant això, la tasca era un repte d'enginyeria i econòmic massa, ja que la badia era massa ampla i massa profunda allà. El 1921, més de quaranta anys després de la mort de Norton, es va plantejar un tub, però va quedar clar que seria inadequat per al trànsit de vehicles. El suport per a una travessia trans-bay finalment va créixer a la dècada de 1920 amb la creixent popularitat i disponibilitat de l'automòbil.